# Plecia longifolia
Plecia longifolia är en tvåvingeart som beskrevs av Yang och Guang Yu Luo 1989. Plecia longifolia ingår i släktet Plecia och familjen hårmyggor. Inga underarter finns listade i Catalogue of Life.